# بل بوئینگ کواد تیلت‌روتور
بل بوئینگ کواد تیلت‌روتور (به انگلیسی: Bell Boeing Quad TiltRotor) یک تیلت‌روتور ساختِ کارخانهٔ بل هلیکوپتر و بوئینگ است.